# ショーツライン

ショーツライン、パンティーラインは、スカートやズボン（パンツ）などのボトムスから浮き出て見える下着（パンティー）の縫い目、輪郭線などのことである。お尻（臀部）にできる場合が多い。これが見えないように工夫する人が多いと見られている傾向があった。

## 工夫
生地が薄く、身体に密着するアウターを着用する場合、ショーツラインが浮き出るのを防止する策は複数ある。

### 一覧
バックレースタイプのショーツを着用ショーツラインのできやすい臀部、特にバックスタイル下部がレースになったショーツを着用することによって防ぐ。
一分丈（ボーイズレッグ）タイプのショーツを着用足ぐりが太腿の付け根にあるショーツを着用することによって、ラインを下方へずらして軽減する。
シームレスタイプのショーツを着用縫い目のないショーツを着用することによって軽減する。
Tバックタイプのショーツを着用バックスタイルがT字型でカットされたショーツを着用することによってでないようにする。
ガードルの着用ショーツの上にガードルを着用しラインを防ぐ。またショーツ一体型のパンティーガードルのみを着用する。
パンティを着用しないいわゆるノーパン状態にして、ラインが根本的に出ないようにする。元々、日本では和服（着物・浴衣）を着るときは洋装のための下着は着用していない。また、洋装でもジーンズを着用する場合にはショーツを着用しない場合がある。

### 備考
- 外国人の女性においては、一般的にパンティーラインをあまり気にすることはない傾向がある。
- 日本人の女性においても、年齢を重ねるほどにパンティーラインは気にしなくなる傾向がある。
- 近年は、日本人の女性においても、パンティーラインをあまり気にすることはない傾向がある。
- 一般的に日本では下着のラインを気にするのは、20〜40代の就労女性に多い傾向がある。

## ギャラリー

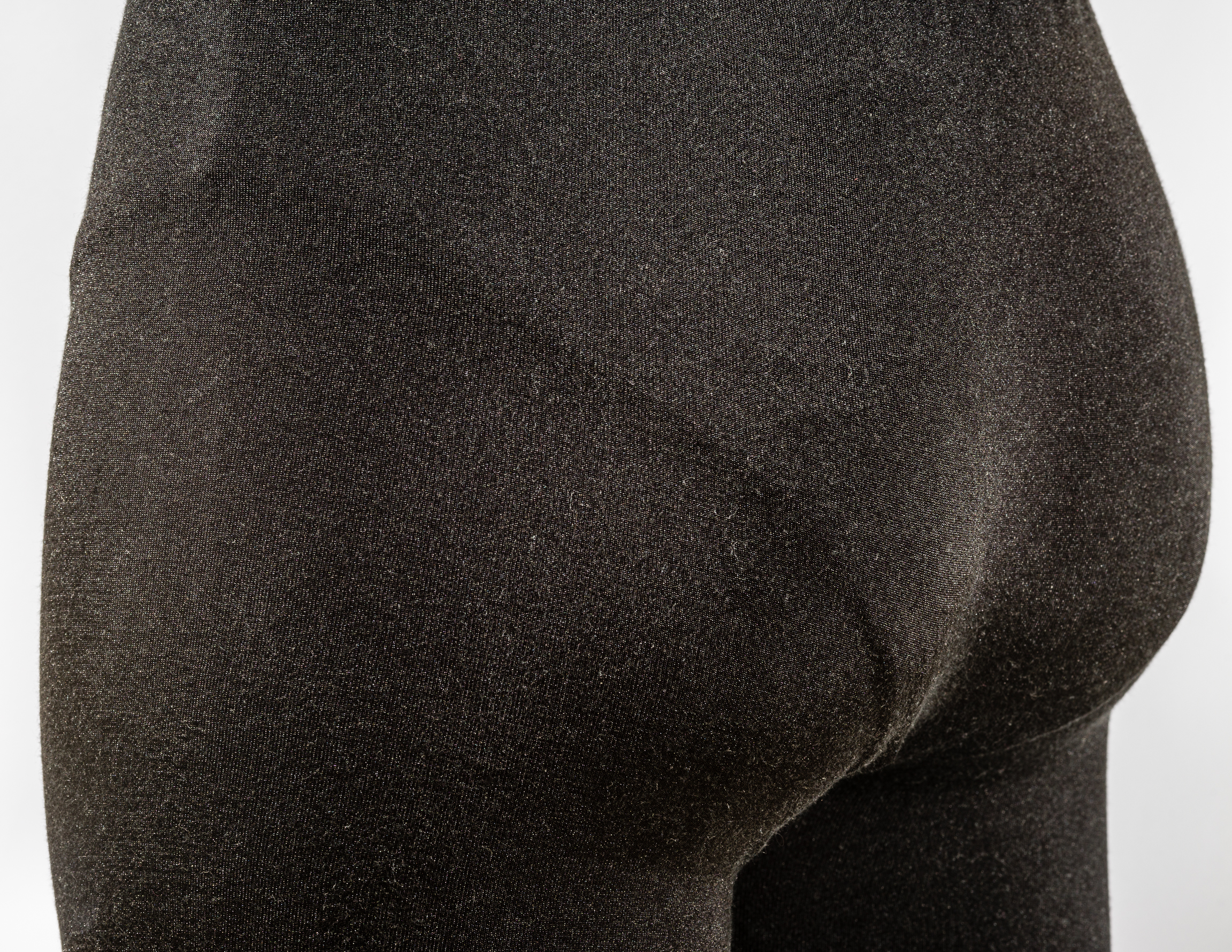
レギンス越し